# Nili Fossae
Nili Fossae ist ein Grabenbruchsystem nordöstlich des Vulkans Syrtis Major am nordwestlichen Rand des Isidis Einschlagbeckens.